# インターネット告発
インターネット告発（インターネットこくはつ）とは、ウェブサイトやメールマガジンなどインターネット上のメディアを用いて行われる告発のことである。通称ネット告発（以下、ネット告発と略す）。
※ただし、告発といっても、インターネット告発と称される様なものはあくまで広報的なものであって、法令における告発（刑事訴訟法239条）の効果は存在しない。法的に告発の効果を発揮させたい場合は、刑事訴訟法において有効な形での告発を行う必要がある。

## 概要
インターネットの普及に伴い生まれた新しい告発手段で、裁判などに比べ費用を必要とせず、またマスコミに依存せずに世間へ問題を訴えかけることができる。告発の対象となるのは、企業や行政といった、個人の力では太刀打ちが困難な組織や団体が主流となっている。この場合、商品やサービス、接客態度などに対する不備や不満を訴えたり、秘密裏に行われる悪事や不正といった犯罪行為、理不尽な行為などを告発する。著名かつ実績ある告発先については、内部告発・情報提供サイトの一覧も参照。
告発サイトの作成、サイトへの情報提供者は、何らかの被害を受けた企業等の顧客、従業員（いわゆる内部告発の一環）、OBなど多岐にわたる。また、個人間の紛争が原因となり、相手の不備を告発するものもある。サイト運営にあたって人々に閲覧し続けてもらうためには、単なる自分の告発だけで終わらせず、総合的な情報を提供するサイトにするために常に努力が必要となる。現在日本で目立つ告発サイトとして「みずほ銀行被害者の会」などがある。
インターネット発祥の地であるアメリカ合衆国では、インターネット黎明期からネット告発が行われた。欧米では企業経営に影響を与える場合もあり、影響力を増しているという。日本では、東芝クレーマー事件（1999年）をマスコミが取り上げたことにより、世間の認知が広がった。
従来の告発手段としては、裁判やビラまきなどがあったが、裁判は手間が煩雑で費用負担が大きく、ビラまきはマスコミにでも取り上げられない限り、問題の存在を訴えかけられる範囲が限定的であるという状況にあった。これに対し、ネット告発は費用負担が小さく、またインターネットを通じて広く世間に問題の存在を訴えかけることができる。こうして問題が世間に知れ渡った結果、問題の改善や企業行動の変更が行われる場合（一例としては、イギリスの銀行が顧客へ約6,000億円とも言われる手数料を返還した事例や、サハリン2でシェルが権益をロシアに譲渡せざるを得ない状況の一因となった事例など）がある。ただし、中には繰り返しクレームをつけて新品を要求したり、理不尽な要求を企業へ突きつける者もいる。
SNSや動画共有サービスが台頭すると、コレコレ等動画やストリーミングサービス上での告発を受け付ける者や、容易に自ら告発を投稿できるようになったが、これもまた後述の名誉棄損、脅迫等で訴えられる危険性がある。

## 危険性
手軽かつ強力な武器となるネット告発だが、告発者にとって利点だけではなく、恐喝罪などが成立する危険性も持ち合わせている。以下に成立する可能性のある犯罪を列挙する。
恐喝
問題の告発まではともかく、その後に金銭の要求をした場合、恐喝となる恐れがある。
名誉毀損
たとえ真実であったとしても、公言によって他人の名誉を貶める結果となれば名誉毀損が成立する。名誉毀損については、「公共性」「公益性」「真実性（実際には真実でなかった場合でもよいが、相当の理由が必要）」の3点を満たせばその成立は阻却される（刑法230条の2 - 詳しくは名誉毀損を参照）。告発者においては、その告発が公共の利害に係ることで、かつ公共の利益を目的としたものであることを前提とし、加えて真実であると認識するに相当の理由がある場合に限り告発を行うよう努めることが求められる。
すなわち、告発自体には違法性はないが、ネット告発が手軽に行えるために違法性についての検討が不十分となり、法律に違反しやすくなる。
信用毀損罪
虚偽の風説を流布し、又は偽計を用いて、人の業務を妨害すると偽計業務妨害罪が、または威力を用いて人の業務を妨害すると威力業務妨害罪が成立する（刑法第233～234条 - 詳しくは信用毀損罪・業務妨害罪を参照）。
営業誹謗
競争関係にある他人の営業上の信用を害する虚偽の事実を告知し、又は流布すると営業誹謗が成立する（不正競争防止法第2条1項21号）。

## プロバイダ責任制限法との関係
2002年に制定されたプロバイダ責任制限法（正式名称は、特定電気通信役務提供者の損害賠償責任の制限及び発信者情報の開示に関する法律）によって、インターネット上でプライバシー侵害や名誉棄損を受けた被害者が、プロバイダに対してその発信者の情報を開示することを求める権利が認められた。しかし、プロバイダにとっては権利侵害の基準が曖昧であり、加えて通信の守秘義務が課せられていたことから、発信者の同意無しに安易には情報開示ができなかった。
そこで、2006年12月の総務省と業界団体によるガイドライン制定により、一定範囲までは発信者の同意無しに情報開示を行えることとした。
ただし名誉毀損については例外がある。政治家や企業経営者などについては、不正や問題点を公共の利益のために訴えかける内部告発まで締め出してしまう恐れがあることから、過去のインターネット上における誹謗中傷事件の判例や通説と照らし合わせて、それに「公共性」「公益性」「真実性」が認められないような場合に限り、自主的な情報開示としている。